# Barbara Brezigar
Barbara Brezigar (rozená Gregorin; * 1. prosince 1953, Lublaň) je slovinská právnička a politička. V letech 2005 až 2011 zastávala funkci generální prokurátorky Republiky Slovinsko.

## Životopis
Narodila se v Lublani. Její strýc z matčiny strany byl známý slovinský literární kritik, esejista a divadelní režisér Bojan Štih. Po ukončení gymnázia nastoupila na Právnickou fakultu Univerzity v Lublani. Promovala v roce 1977, jelikož nebylo místo na soudu, začala působit u prokuratury. V roce 1993 se stala vedoucí skupiny prokurátorů pro řešení případů hospodářské trestné činnosti a organizovaného zločinu. O rok později se stala náměstkyní lublaňského krajského prokurátora. Na konci roku 1995 se neúspěšně ucházela o post generální prokurátorky. V roce 1996 ji generální prokurátor Anton Drobnič jmenoval do funkce vedoucí zvláštní skupiny prokurátorů. V roce 1997 se stala členkou Výboru expertů Rady Evropy pro oblast praní špinavých peněz. Ve stejném roce odstoupila z funkce vedoucí zvláštní skupiny na výraz nesouhlasu se jmenováním nového generálního prokurátora. Od června do listopadu 2000 zastávala funkci ministryně spravedlnosti v Bajukově vládě. Ve stejném roce neúspěšně kandidovala za Slovinskou demokratickou stranu (SDS) do Státního shromáždění. V prezidentských volbách v roce 2002, v jejichž druhém kole ji porazil Janez Drnovšek, byla kandidátkou SDS a Nového Slovinska. V roce 2005 ji Státní shromáždění na návrh vlády Janeze Janši jmenovalo generální prokurátorkou. O rok dříve se stala spoluzakladatelkou liberálně-konzervativní občanské platformy Zbor za republiko. V roce 2011 ji ve funkci generální prokurátorky vystřídal prof. Zvonko Fišer.